# In My Life
«In My Life» es una canción del grupo musical británico The Beatles. Está incluida en su sexto álbum de estudio, Rubber Soul, que fue lanzado el 3 de diciembre de 1965. Fue escrita por John Lennon y Paul McCartney, quienes más tarde no estuvieron de acuerdo sobre el alcance de sus respectivas contribuciones a la canción. Se ubica en el puesto 23 de la lista de la Rolling Stone «Las 500 Mejores Canciones de la Historia». También se encuentra en el segundo lugar en lista de las mejores canciones de la CBC. El álbum fue producido para la discográfica EMI por George Martin.

## Composición
Según Lennon, los orígenes de la canción se pueden encontrar cuando el periodista inglés Kenneth Akksop hizo una observación de que Lennon debería escribir canciones acerca de su infancia.
Después, Lennon escribió la canción en forma de un largo poema evocando su infancia. La versión original de la letra estaba basada en una ruta de autobús que  tomaba en Liverpool, nombrando varios sitios que él veía a lo largo del camino, incluyendo Penny Lane y Strawberry Field.
Sin embargo, Lennon consideró que era «ridículo» llamándola: «La versión más aburrida del viaje en autobús que hice en mis vacaciones», volvió a trabajar la letra, reemplazando los recuerdos específicos con una meditación generalizada sobre su pasado. «Muy pocas líneas» de la versión original se mantuvieron en la canción. Según los amigos de Lennon y el biógrafo y amigo Peter Shotton, las líneas Some (friends) are dead and some are living. In my life I've loved them all («Algunos [amigos] están muertos y algunos vivos. En mi vida los amé a todos») se refieren a Stuart Sutcliffe, quién murió en 1962 y al propio Shotton.
La música la terminó con Paul McCartney. Lennon dijo que la contribución de McCartney fue la armonía de los ocho compases centrales o sección del puente musical de la canción (aunque esa es la parte en la que el productor George Martin toca el solo de piano).
Paul McCartney aclaró en una entrevista dada a conocer por el libro "Paul McCartney: Many Years from Now" que él puso música a la letra de Lennon de principio a fin. También reclamó que él había escrito la melodía entera, inspirándose en canciones de Smokey Robinson & The Miracles. Del desacuerdo, McCartney dijo: «Me parece muy gratificante que de todo lo que hemos escrito, solamente no hayamos estado de acuerdo en dos canciones.» La otra es «Eleanor Rigby», del álbum Revolver.

## Grabación
La canción fue grabada el 18 de octubre de 1965, y estaba completa excepto por el puente musical. En ese momento, Lennon no había decidido qué instrumento utilizar, pero posteriormente le preguntó a George Martin si podía tocar un solo de piano, sugiriendo «algo con sonido barroco». Martin escribió una pieza influenciada por Bach que encontró que no se podía reproducir en el tempo de la canción. El 22 de octubre, el solo fue grabado en medio tiempo (una octava por debajo) y la velocidad de la cinta fue doblada para su grabación, resolviendo el problema del rendimiento y dándole al solo de piano un timbre único, parecido al de un clavecín.

## Créditos
- John Lennon — voz principal y armonía vocal, guitarra rítmica (Fender Stratocaster).
- Paul McCartney — bajo (Rickenbacker 4001s) y armonía vocal
- George Harrison — guitarra principal (Fender Stratocaster) y armonía vocal.
- Ringo Starr — batería (Ludwig Super Classic) y pandereta.
- George Martin — piano (Challen Piano) grabado con el método "Half Speed".

## Versiones y referencias culturales
- La canción ha sido versionada por un gran número de artistas, incluyendo los siguientes: Mary Hopkin, Judy Collins, Dave Matthews Band, Crosby, Stills & Nash, Selah, José Feliciano, Rod Stewart, Ozzy Osbourne, Marie Osmond, Keith Moon, Kippington Lodge, Astrud Gilberto, Rita Lee, Allison Crowe, Bonnie Tyler, Bette Midler, Chantal Kreviazuk y Johnny Cash.

- Twiggy cantó la canción en el episodio 21 de la 1.ª temporada de The Muppets Show

- La cantante galesa Bonnie Tyler grabó la canción para su decimotercero álbum de estudio Heart strings (2003).

- George Harrison versionó In My Life durante su gira de 1974 en Estados Unidos.

- Bette Midler grabó la canción para la banda sonora de For the Boys de 1991.

- Dave Matthews tocó la canción durante el show tributo honorario a John Lennon en 2001.

- George Martin tomó el título de la canción para un álbum tributo a The Beatles de varios artistas. «In My Life» fue interpretada por Sean Connery, quien narra la letra con un mínimo apoyo del piano de Martin.

- Kevin Kern tomó el título de canción para su álbum que cubrió las canciones de muchos artistas en el piano, incluyendo «In My Life». En esta versión, el solo de piano de George Martin fue suprimido.

- La cantante sudafricana Miriam Makeba, ganadora del Grammy, versionó la canción para su álbum de 1970 Keep Me In Mind.

- The Ten Tenors realizó la canción durante su Tour del 2006 Here's To The Heroes, una versión un poco más lenta que la original, con más énfasis en la armonía, también presentó una sección a capela en el centro de la canción.

- El cantante Marques Houston versionó la canción en un episodio de Sister, Sister.

- En la 7.ª temporada de American Idol la contendiente Ramiele Malubay interpretó la canción durante el top 12 de la semana tributo a The Beatles.

- El cantautor Australiano Ben Lee versionó la canción para el álbum tributo This Bird Has Flown - A 40th Anniversary Tribute to the Beatles' Rubber Soul.

- La canción es tocada minutos antes del cierre del episodio final de la cuarta temporada de Boston Legal, «Actos Patrióticos».

- La canción fue reproducida en los minutos finales del último episodio de la serie dramática British Children's, Byker Grove en el 2006.

- El cantante, Lluís Gavaldà del grupo catalán Els Pets hizo una versión de esta canción para La Marató de TV3 traducida al catalán como «A la meva vida».

- Ozzy Osbourne Realiza una versión de este tema en su disco Under The Covers el cual contiene otros temas compuestos por Lennon pero en su carrera solista como «Working Class Hero» y «Woman».

- Paul Shortino Presentó una versión acústica en el memorial tributo a Ronnie James Dio el 30 de mayo, terminando con un fragmento de la canción de Dio «Rainbow in the Dark».

- El cantante del grupo Arctic Monkeys (Alex Turner), dice que su canción favorita de la historia es In My Life, la misma que la de sus padres.

- En 2012 el elenco de Glee (Jenna Ushkowitz, Kevin McHale, Vanessa Lengies, Damian McGinty, Samuel Larsen, Darren Criss) hicieron una versión de esta canción para el capítulo final de la tercera temporada "Goodbye".

- En 2015, el cantautor Ed Sheeran presentó una versión para los Grammy 2014 como tributo a los Beatles.
- James Hetfield, cantante de Metallica, interpretó en solitario y solo acompañado de su guitarra una versión de esta canción en acústico el 15 de mayo de 2014 en Fillmore (California) con motivo del acto benéfico Acoustic 4 a Cure.